# Juan Antonio Corretjer
Juan Antonio Corretjer Montes (* 3. März 1908 in Ciales, Puerto Rico; † 19. Januar 1985 in San Juan, Puerto Rico) war ein puerto-ricanischer Dichter, Journalist und politischer Aktivist.

## Leben
Sein Vater und Onkel waren am Ciales-Aufstand gegen die Besatzung der Vereinigten Staaten am 13. August 1898 beteiligt. Als Jugendlicher begleitete er seinen Vater oft bei politischen Zusammenkünften.
Schon während seiner Grundschulzeit schloss er sich der Literary Society von Jose Gautier Benitez an, die später in Nationalist Youth umbenannt wurde. Im achten Schuljahr organisierte er einen Protest gegen die amerikanische Dominanz in seiner Stadt, woraufhin er von der Schule verwiesen wurde und keine Schule in der Gemeinde Ciales mehr besuchen durfte. Deshalb wich er zur Schule in Vega Baja.
Im Alter von zwölf Jahren schrieb Corretjer 1920 sein erstes Gedicht Canto a Ciales (Lied für Ciales) und 1924 veröffentlichte er seinen ersten Gedichtband. 1927 arbeitete er als Journalist für verschiedene Zeitungen und Publikationen in Puerto Rico, Kuba und den USA.
1935 reiste er nach Kuba, wo er sich einer Gruppe anschloss, die den Diktator Fulgencio Batista stürzen wollte. Er warb außerdem auf Haiti und in der Dominikanischen Republik für internationale Unterstützung für die puerto-ricanische Unabhängigkeitsbewegung.
1936 freundete er sich mit dem nationalistischen Führer Pedro Albizu Campos an und wurde kurz darauf zum Generalsekretär der nationalistischen Partei Puerto Ricos ernannt. 1937, 1947 und 1950 wurde er wegen seiner politischen Ansichten verhaftet.
Corretjer gilt als einer der größten puerto-ricanischen Dichter der 1930er Jahre. Die Liebe zu seinem Land diente ihm als Inspiration für seine Gedichte und Essays.

## Werke
Gedichte
- Agüeybaná (1932)
- Amor a Puerto Rico (1937)
- Cantico de Guerra (1937)
- El Leñero (1944)
- Tierra Nativa (1951)
- Yerba Bruja (1957)

Essays
- Llorens
- Juicio Historico
- La Revolucion de Lares (vgl. Grito de Lares)
- Nuestra Bandera